# Born Yesterday (film, 1993)
Born Yesterday är en amerikansk film från 1993. Den är en nyinspelning av Född i går från 1950, vilken baserades på en pjäs med samma namn som filmernas engelska titel: Born Yesterday.

## Rollista
- Melanie Griffith som Billie Dawn
- John Goodman som Harry Brock
- Don Johnson som Paul Verrall
- Edward Herrmann som Ed Devery
- Max Perlich som JJ
- Michael Ensign som Philippe
- Benjamin Bradlee som Marinminister Duffee
- Sally Quinn som Beartice Duffee
- Fred Thompson som senator Hedges
- Celeste Yarnall som senator Hedges' fru